# Incendie de Trois-Rivières de 1908
L'incendie de Trois-Rivières de 1908 est un grand incendie qui a ravagé le centre-ville de Trois-Rivières le 22 juin 1908. Il emporte en tout environ 800 bâtiments, y compris hangars et entrepôts, dont la presque totalité des commerces de la ville.

## Histoire
L'incendie a débuté le 22 juin 1908 un peu avant midi alors qu'un garçon dans un hangar craque une allumette pour s'éclairer. Par malheur, l'allumette tombe sur un tas de foin, y mettant ainsi le feu. Le feu dévore le hangar, l'écurie, la maison familiale, celle du voisin... Un fort vent alimente le brasier qui s'étend vers le nord-est.
Appelés sur les lieux, peu après midi, les quelques pompiers réguliers de la ville sont vite débordés par le feu qui fait rage. Le maire  François-Siméon Tourigny appelle des secours extérieurs qui arrivent vers 15 heures. À 18 heures, l'incendie est presque sous contrôle. Vers 23 heures, il ne reste qu'un brasier.
Si le bilan matériel est énorme, on ne signale qu'un décès, et ce n'est pas le feu mais l'effondrement d'un mur au lendemain de la tragédie qui est en cause.

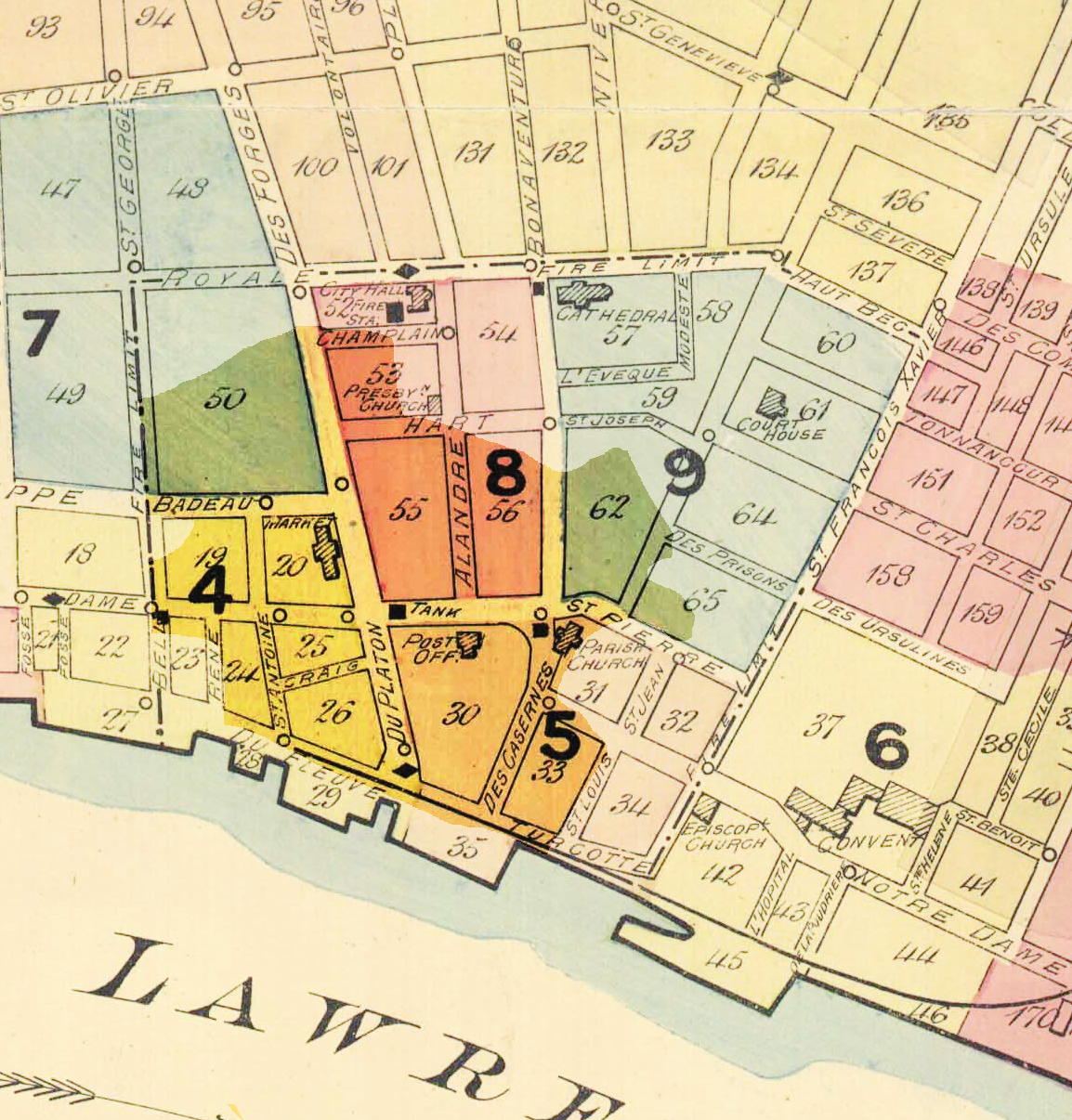
Zone sinistrée.
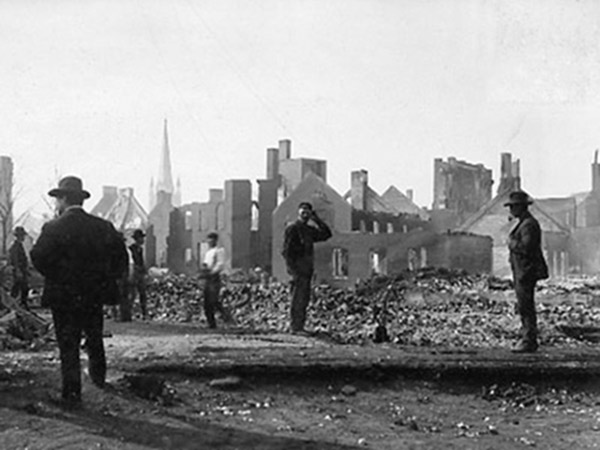
Ruines.
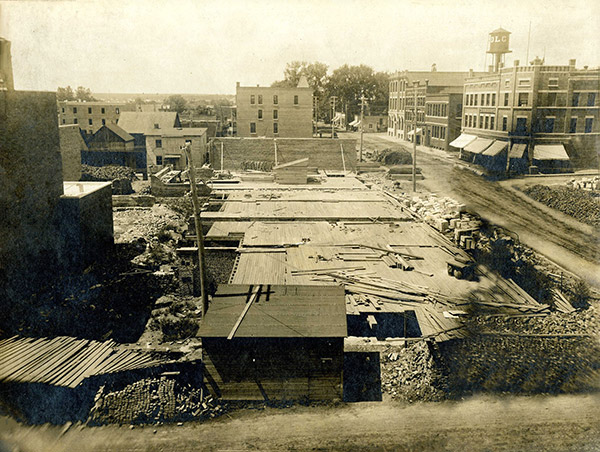
Reconstruction.

## Conséquences
Le terrible incendie qui ravage Trois-Rivières détruit la majeure partie de la vieille ville, n'épargnant qu'une dizaine de bâtiments datant du Régime français[réf. nécessaire]. Le monastère des Ursulines et le manoir de Tonnancour sont heureusement épargnés[réf. nécessaire]. Cela entraîne un réaménagement de la ville, dont l'élargissement et le redressement des rues. La reconstruction du centre de la ville coïncide avec les débuts de l'utilisation d'une nouvelle ligne électrique de haute tension qui favorise l'avènement et le développement de nouvelles entreprises, dont celle du textile. En 1956, la valeur historique du monastère des Ursulines et la rue des Ursulines sont reconnues par le maire de l'époque, Laurent Paradis, qui définit formellement cette portion de la ville comme zone historique.